# Patrick Schulte
Pour les articles homonymes, voir Schulte.
Patrick Schulte, né le 13 mars 2001 à Saint Charles au Missouri, est un joueur international américain de soccer. Il joue au poste de gardien de but au Crew de Columbus.

## Biographie

### Jeunesse et formation
Patrick Schulte est né à Saint Charles, près de Saint-Louis. Sportif, il pratique le baseball, le basket-ball et le soccer,. 
Il commence le soccer à l'âge de trois ans,. Il est joueur de champ avant de devenir gardien à l'âge de douze ans,. Son père a également joué en tant que gardien durant ses années universitaires — avec les Blue Devils de Duke. Il fréquente l'école secondaire Francis Howell et joue également à l'académie du Saint Louis FC, où il signe un contrat académie avec l'équipe première en 2019,. Après plusieurs rencontres de championnat sur le banc des remplaçants au cours desquelles il n'entre pas en jeu, il fait sa première apparition en tant que titulaire avec l'équipe première en U.S. Open Cup face au Menace de Des Moines le 15 mai 2019,,. Il arrête trois tirs lors de la séance de tirs au but et permet à Saint Louis de se qualifier pour le troisième tour,. Il a également passé dix jours à s'entraîner avec le Feyenoord Rotterdam.

### Parcours universitaire
Le 14 novembre 2018, il annonce son engagement et signe une lettre d'intention nationale pour jouer au soccer universitaire avec les Billikens de l'université de Saint-Louis,. Il fait ses débuts avec les Billikens face au Fighting Irish de Notre Dame le 31 août 2019. Puis, il réalise son premier blanchissage de sa carrière collégiale, face au Golden Hurricane de Tulsa le 17 septembre. Après avoir réalisé son troisième blanchissage consécutif, il est nommé joueur défensif de la semaine de la conférence A-10 le 14 octobre,. Il est également nommé dans l'équipe-type de la semaine de TopDrawerSoccer (en). Après avoir enregistré huit blanchissages lors de sa première année, il est nommé dans l'équipe-type rookie de la conférence A-10 le 14 novembre,.
Cependant, la saison 2020 est reportée au printemps 2021, en raison de la pandémie de Covid-19. Le 6 février, il délivre une passe décisive — la première de sa carrière — sur le but de Chase Niece face aux Bearcats de McKendree (en),. Compte tenu de ses performances, la conférence A-10 a nommé Schulte joueur défensif de la semaine le 1er mars. Puis, il est nommé pour la deuxième fois joueur défensif de la semaine de la conférence A-10 le 15 mars. À la fin de la saison régulière, il est nommé dans la première équipe-type, puis élu meilleur joueur défensif de l'année de la conférence A-10 le 14 avril.
Auteur d'un bon début de saison, il est nommé joueur défensif de la semaine de la conférence A-10 le 13 septembre. Puis, le 11 novembre il est nommé dans la première équipe-type de la conférence A-10 pour la deuxième fois de sa carrière. Trois jours plus tard, il remporte le tournoi A-10 (en) face aux Dukes de Duquesne. Il est élu meilleur joueur de la finale et également nommé dans l'équipe-type du tournoi,. Les  Billikens participent aux séries éliminatoires du championnat de la NCAA — pour la première fois depuis 2014,. Le 21 novembre, il délivre une passe décisive pour Simon Becher (en) face aux Sharks de LIU (en) — lors du deuxième tour,,. Cependant, ils sont éliminés en quarts de finale par les Huskies de Washington. Ses performances lui valent d'être invité au camp de détection de la Major League Soccer. En 51 rencontres, il réalise 22 blanchissages et deux passes décisives avec les Billikens de Saint-Louis,.
Patrick Schulte continue à jouer au soccer pendant ses vacances d'été, lorsqu'il rejoint le St. Louis Scott Gallagher en USL League Two,. Il dispute neuf rencontres — dont un blanchissage — en 2021.

### Parcours en club
Après trois saisons aux Billikens de Saint-Louis, il signe un contrat Génération Adidas,. Le 11 janvier 2022, le Crew de Columbus sélectionne Patrick Schulte lors du premier tour — douzième choix au total — du repêchage universitaire de la Major League Soccer,,.
Il fait ses débuts professionnels avec l'équipe réserve, jouant son premier match en MLS Next Pro le 3 avril 2022, face à la réserve du Fire de Chicago. À la fin de la saison régulière de la MLS Next Pro, il est élu meilleur gardien,,. Il est également nommé dans l'équipe-type de la saison,. Puis, il remporte la conférence Est et se hisse en finale où il se défait de St. Louis City 2,.
Le 25 février 2023, il fait ses débuts — en tant que titulaire — en Major League Soccer, face à l'Union de Philadelphie — en remplacement du gardien titulaire Eloy Room, indisponible,. Après deux rencontres de championnat sur le banc des remplaçants au cours desquelles il n'entre pas en jeu, il fait sa deuxième apparition avec l'équipe première en MLS contre Atlanta United le 26 mars,. Il devient alors titulaire indiscutable dans son club,,. Le 26 août, il délivre sa première passe décisive en MLS en faveur de son coéquipier Jacen Russell-Rowe contre Toronto FC,. Puis, le 9 décembre il remporte la finale de la coupe de la Major League Soccer contre le Los Angeles FC, où il réalise quatre arrêts. Il devient le plus jeune gardien titulaire à remporter le championnat, à 22 ans et 271 jours. Il devient également le cinquième Billiken à avoir remporté la coupe MLS. Trois jours plus tard, le Crew exerce l'option sur le contrat de Schulte pour la saison 2024.
Ses bonnes prestations lui permettent d’être repéré par deux clubs de Premier League, tel que Arsenal FC et Manchester United,. Le 9 avril 2024, lors du quart de finale retour de la Coupe des champions face aux Tigres UANL, il arrête deux tirs au but permettant à son équipe de rejoindre les demi-finales,,.

### Parcours en sélection
Il participe à plusieurs camps d'entraînement avec l'équipe des États-Unis des moins de 18 ans (en),, puis des moins de 20 ans,,. Puis, le 8 octobre 2023 il est sélectionné avec les moins de 23 ans pour participer à deux matchs amicaux contre le Mexique et le Japon. Le 11 octobre suivant, il honore sa première sélection avec les moins de 23 ans lors du match amical face au Mexique.
Il est par la suite appelé pour participer au camp d'entraînement des Yanks, l'équipe américaine senior, par Gregg Berhalter le 5 janvier 2024,,. Le 20 janvier suivant, il honore sa première sélection en tant que titulaire contre la Slovénie, lors d'un match amical,.

## Statistiques

### Statistiques en club
| Saison                | Club                  | Championnat           | Championnat | Championnat | Championnat | Coupe(s) nationale(s) | Coupe(s) nationale(s) | Coupe(s) nationale(s) | Compétition(s) continentale(s) | Compétition(s) continentale(s) | Compétition(s) continentale(s) | Compétition(s) continentale(s) | Séries | Séries | Séries | États-Unis | États-Unis | États-Unis | Total | Total | Total |
| Saison                | Club                  | Division              | M.          | B.          | P.d.        | M.                    | B.                    | P.d.                  | Comp.                          | M.                             | B.                             | P.d.                           | M.     | B.     | P.d.   | M.         | B.         | P.d.       | M.    | B.    | P.d.  |
| 2019                  | Saint Louis FC        | USLC                  | 0           | 0           | 0           | 1                     | 0                     | 0                     | -                              | -                              | -                              | -                              | -      | -      | -      | -          | -          | -          | 1     | 0     | 0     |
| 2022                  | Crew 2 de Columbus    | MLSNP                 | 15          | 0           | 0           | -                     | -                     | -                     | -                              | -                              | -                              | -                              | 3      | 0      | 0      | -          | -          | -          | 18    | 0     | 0     |
| 2023                  | Crew de Columbus      | MLS                   | 31          | 0           | 1           | -                     | -                     | -                     | LC                             | 1                              | 0                              | 0                              | 6      | 0      | 0      | -          | -          | -          | 38    | 0     | 1     |
| 2024                  | Crew de Columbus      | MLS                   | 27          | 0           | 0           | -                     | -                     | -                     | CCC+LC+CC                      | 7+2+1                          | 0                              | 0                              | 2      | 0      | 0      | 2          | 0          | 0          | 41    | 0     | 0     |
| 2025                  | Crew de Columbus      | MLS                   | 17          | 0           | 0           | -                     | -                     | -                     | CCC+LC                         | 2+2                            | 0                              | 0                              | -      | -      | -      | 1          | 0          | 0          | 22    | 0     | 0     |
| Sous-total            | Sous-total            | Sous-total            | 75          | 0           | 1           | -                     | -                     | -                     | -                              | 15                             | 0                              | 0                              | 8      | 0      | 0      | 3          | 0          | 0          | 101   | 0     | 1     |
| Total sur la carrière | Total sur la carrière | Total sur la carrière | 90          | 0           | 1           | 1                     | 0                     | 0                     | -                              | 15                             | 0                              | 0                              | 11     | 0      | 0      | 3          | 0          | 0          | 120   | 0     | 1     |

## Palmarès

### En club
Avec le Crew de Columbus, Patrick Schulte remporte la MLS en 2023 ainsi que le Leagues Cup en 2024. Il est également finaliste de la Coupe des champions de la CONCACAF en 2024 et de la Campeones Cup en 2024 également.